# 米什马尔哈埃梅克
米什马尔哈埃梅克（羅馬化：Mishmar Ha‘Emeḳ，直译：「山谷卫士」）是以色列国北部区的一座基布兹公社，坐落于耶斯列谷西部，受米吉多地區議會管辖。在以色列众多基布兹中，米什马尔哈埃梅克是少数尚未历经私有化者，至今坚持集体主义、社会主义的传统基布兹模式。在2021年，当地人口1,267人。以色列议会先后至少六名议员出身此地。
此基布兹所在地块由犹太人团体在瑟索克购地中买得，其建立则在1926年，由「青年卫士」成员成事。这些「青年卫士」成员多为第三次阿利亚运动中从欧洲来到巴勒斯坦托管地的犹太人。当时犹太民族基金努力促成在耶斯列谷中定居，米什马尔哈埃梅克成为谷南第一座犹太人定居点，正是基金的成果。基布兹建立后，此地迅速成为青年卫士活动的中心，基布兹运动选择在此建立第一座地区学校之后活动尤为兴旺。
米什马尔哈埃梅克作为青年卫士的坚强堡垒，有许多其他基布兹的开辟者曾在内居住，在建立自己的基布兹前，也受到这一基布兹指导。1948年4月，在1947-1948年巴勒斯坦托管地内战期间，此基布兹是米什马尔哈埃梅克战役的关键，成功击退法乌齐·加乌格吉所领导阿拉伯解放军的进攻。
此基布兹的经济集中于农业，1950年以来，也同另一座基布兹加勒埃德合作开办塑料厂，这一塑料厂已成为其经济一大支柱。基布兹附近林地由居民培育，列入教科文组织人与生物圈计划名录中。基布兹附近还发掘出两处史前聚落遗址。

## 地理
米什马尔哈埃梅克坐落于耶斯列谷西南部，东北临66号公路，西南面梅纳谢山山麓。经66号公路，在米吉多及上约克内阿姆之间路段下公路可达此地。基布兹侧畔为米什马尔哈埃梅克森林，由犹太民族基金及基布兹社员培育，其为米吉多公园（旧名「梅纳谢山公园」）之一区块，列名教科文组织生物圈保护区名录中。
基顺河一条支流穿社而过，以此基布兹为名，在阿拉伯语中，则称其阿布舒沙溪，这一名称来自基布兹附近曾经存在的阿拉伯村庄。溪流源自基布兹南面梅纳谢山群丘之间，部分源流亦可溯源至舒拉米特泉，这一泉水在阿拉伯语中又作舍盖拉法乌卡泉，意为「高树泉」。溪流穿过基布兹，在社北约四千米处注入耶斯列谷中央的基顺河。

## 历史

### 基布兹建立
第四次阿利亚运动（1924年至1928年）期间，犹太民族再一次向英属巴勒斯坦托管地移民，耶斯列谷成为犹太民族基金着力最深的地段。耶斯列谷适宜耕种，基金会希望在此落脚建立重要的犹太人农业社区，进而建立一片聚居点，将阿富拉、贝特谢安之间已有的犹太人定居片区一直连接到海法城。1924年基金会从黎巴嫩基督徒家族苏尔索克家手中购得纳哈拉勒附近土地，其后决定南扩，又于1926年将阿布舒沙地方大部分土地购入，当时阿布舒沙的居住者多为贝督因人及土耳其人。
米什马尔哈埃梅克的开创者来到巴勒斯坦托管地是在第三次阿利亚运动期间，为来自加利西亚的波兰犹太人，他们来自三个团体，均毕业于青年卫士运动，其中一群来自阿富拉镇，其他两群来自耶路撒冷一带。1922年1月21日，三个团体成员及其他一些无所属人士齐聚海法纳韦沙阿南社区，为将来的聚居地成立了「加尔因」（直译：「种子/谷粒」）组织。最初基布兹起名为「贝特基布兹」，「贝特」是希伯来字母表中第二个字母，而第一个字母「阿列夫」对应的基布兹后来发展为贝特阿尔法基布兹。加尔因成立时组织内有成员80人，然而一年后下降至65人。1922年夏，组员移师耶斯列谷中的纳哈拉勒，参加排干沼泽、铺设路面的劳动。在纳哈拉勒，由于遭受疾病，生计不稳，一些组员饱受折磨。1924年初，老成员离去，新成员加入，而组员数目为60人。离去的主要原因在于尝试融入基布兹生活方式难度颇大。一些组员离开是希望继续学业，另一些组员则因家庭问题离开，也有一些组员反对基布兹的意识形态而离去。1925年，基布兹移驻阿富拉，当时社员有成年人60人，儿童6人。在阿富拉，社员从事铺路和建筑工作。

#### 与达列特基布兹联合

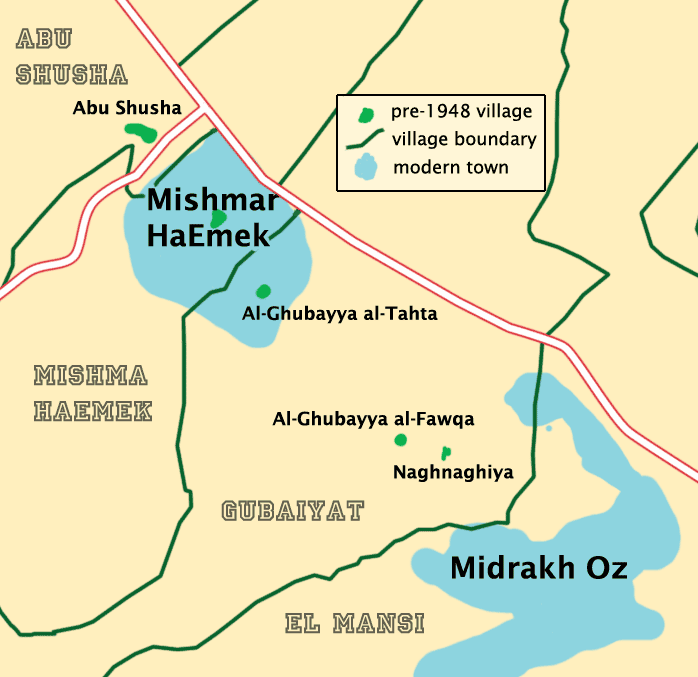
米什马尔哈埃梅克，示其历史经纬。绿色色块为1948年前的村庄，绿线为村界，青色色块为今镇区

在阿富拉，贝特基布兹与另一个称作「达列特基布兹」的青年卫士加尔因组织相联合，「达列特」是希伯来字母表中第四个字母，这一加尔因于1924年在哈代拉成立。两者联合的仪式布置得如同犹太婚礼，「新郎」贝特、「新娘」达列特在仪式上订婚，婚姻契约克图巴亦当众宣读。1926年11月3日，两组成员（联合后有90人）获拨得阿布舒沙旁侧的土地。起初，离开阿富拉前往阿布舒沙者只有十五名男女，驻扎在附近一处驿房，开始准备耕作事务。次年，两匹骡子买入，一百二十杜纳亩的田地上种下了小麦大麦。社员离开驿房建立起新居处，从此耶斯列谷中这片地区建起了犹太人定居点，基布兹的位置至今未变。1928年11月，社员为基布兹名称举棋不定，在犹太民族基金主席梅纳赫姆·乌瑟什金建议下，贝特基布兹更名米什马尔哈埃梅克，即「山谷卫士」基布兹。同一时间，留在阿富拉的社员继续铺路和建造阿富拉大犹太会堂的工作。由于社员多数是世俗派的社会主义者，建造犹太会堂一事在一些社员中引起了意识形态方面的问题。

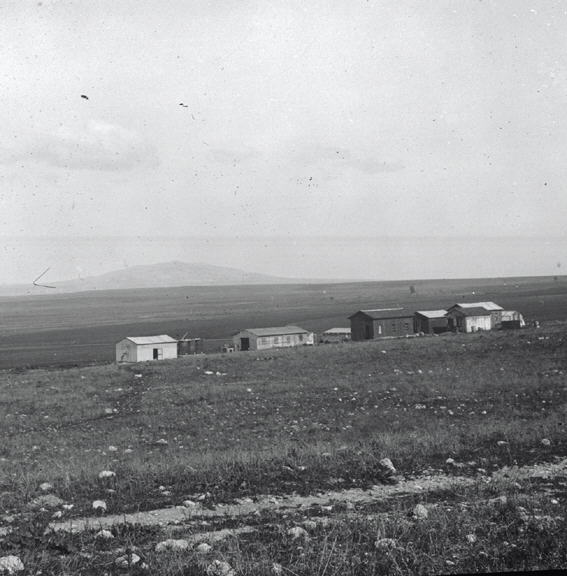
米什马尔哈埃梅克，摄于1926年

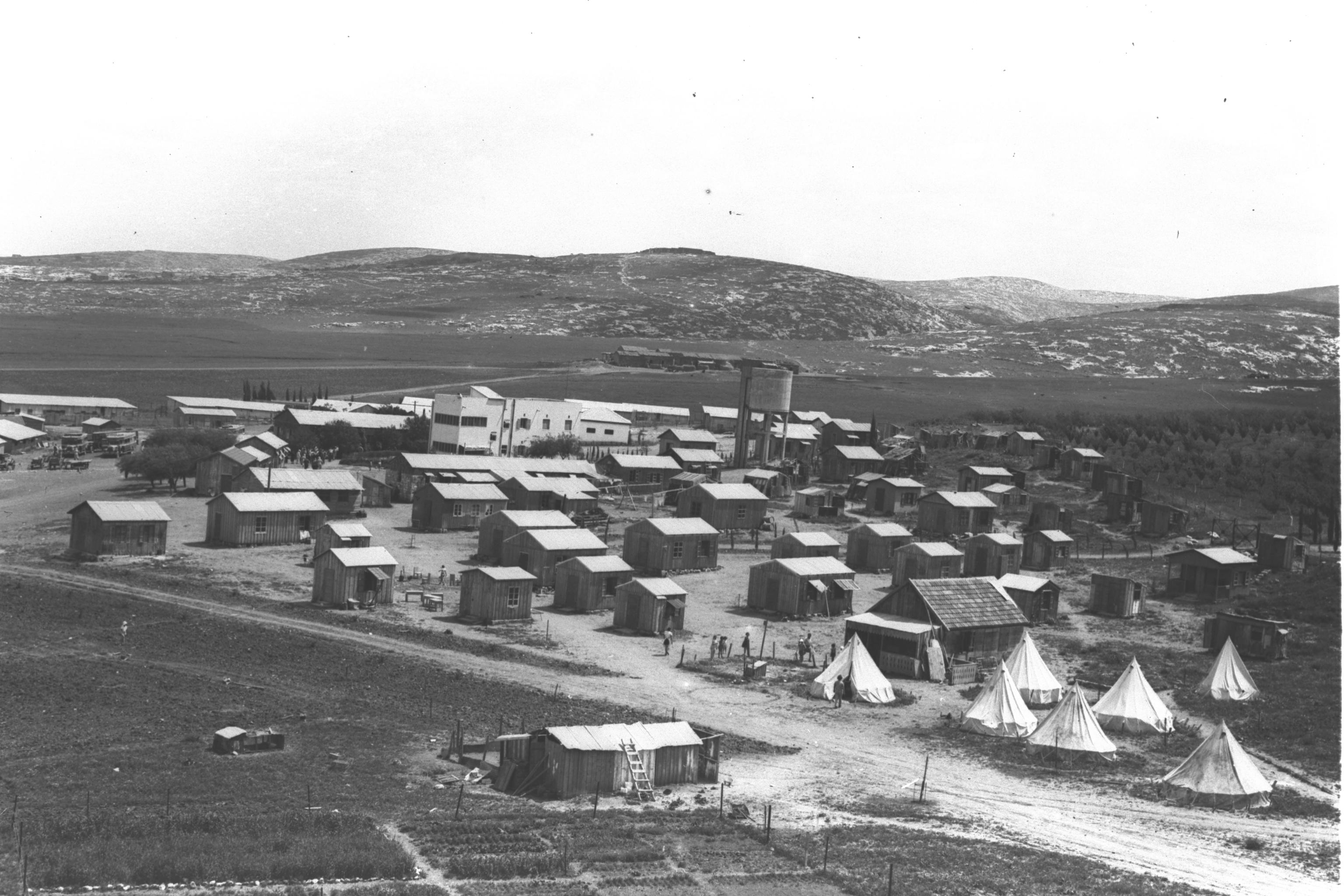
米什马尔哈埃梅克，摄于1933年，背景是梅纳谢平原

1929年8月26日，巴勒斯坦阿拉伯人暴动期间，基布兹受到阿拉伯人持火器攻击。社员在阿拉伯警察协助下设法将暴动者抵御在外。英国警察命令基布兹社员疏散，保证照顾财产安全，社员遂于次日撤离。28日，阿拉伯暴动者焚毁基布兹的谷仓、将树木拔倒、从田中掠走谷物、破坏基布兹墓园中两处墓碑。在此基布兹的历史上，这是社员唯一一次将其离弃。暴动期间还有其他十六个犹太人社区遭到遗弃，但与其他社区不同，米什马尔哈埃梅克在六日之后就住回居民。疏散的本意是保护人员安全，但许多人将其视作离弃。
1930年初，基布兹其他社员离开阿富拉与米什马尔哈埃梅克的社员团聚，由此基布兹人口上升到101人，其中成人85人、儿童16人。

#### 建设与扩张

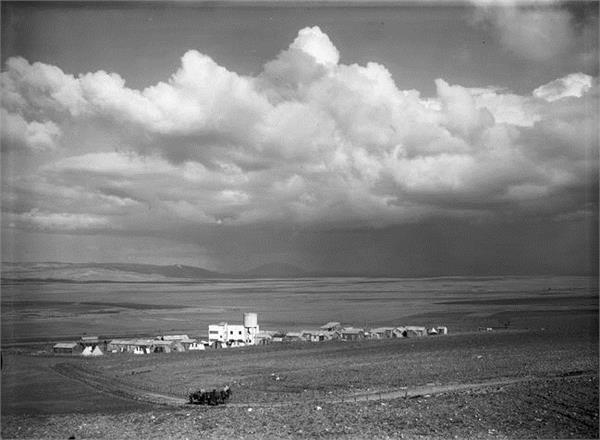
米什马尔哈埃梅克，摄于1934年

1931年建立了绍姆里亚学校，这是全国基布兹总会所建立第一座地区性的教育机构。学校采用寄宿制，将青年卫士的社会主义理念付诸实践，创造出独立的「儿童社会」。学童一年到头只能在节假日或者特别探望日才能见到家长。校中儿童每日有日程表安排，上午专心念书，下午投身劳动，晚间组织文艺活动。起初学校在临时小屋中开办，1931年晚些时候总会为学校委托建造了一座大型的混凝土大楼，由约瑟夫·诺伊费尔德（Joseph Neufeld）规划设计。所需资金到位后，学校在1937年当年就竣工了。建造工程由基布兹社员承担，从而降低开支。学校人称「儿童之家」，落成时是当地一带规模最大的建筑物，因此也有「大房子」的绰号。为学校选定的地址坐落山丘上，俯瞰基布兹的房屋，象征教育之重要。学校同时为耶斯列谷中建立的另外四座基布兹提供教育，它们分别是贝特阿尔法、萨里德、米兹拉、梅尔哈夫亚，之后又有撒母耳园的儿童、青年阿利亚组织的少年来此求学。

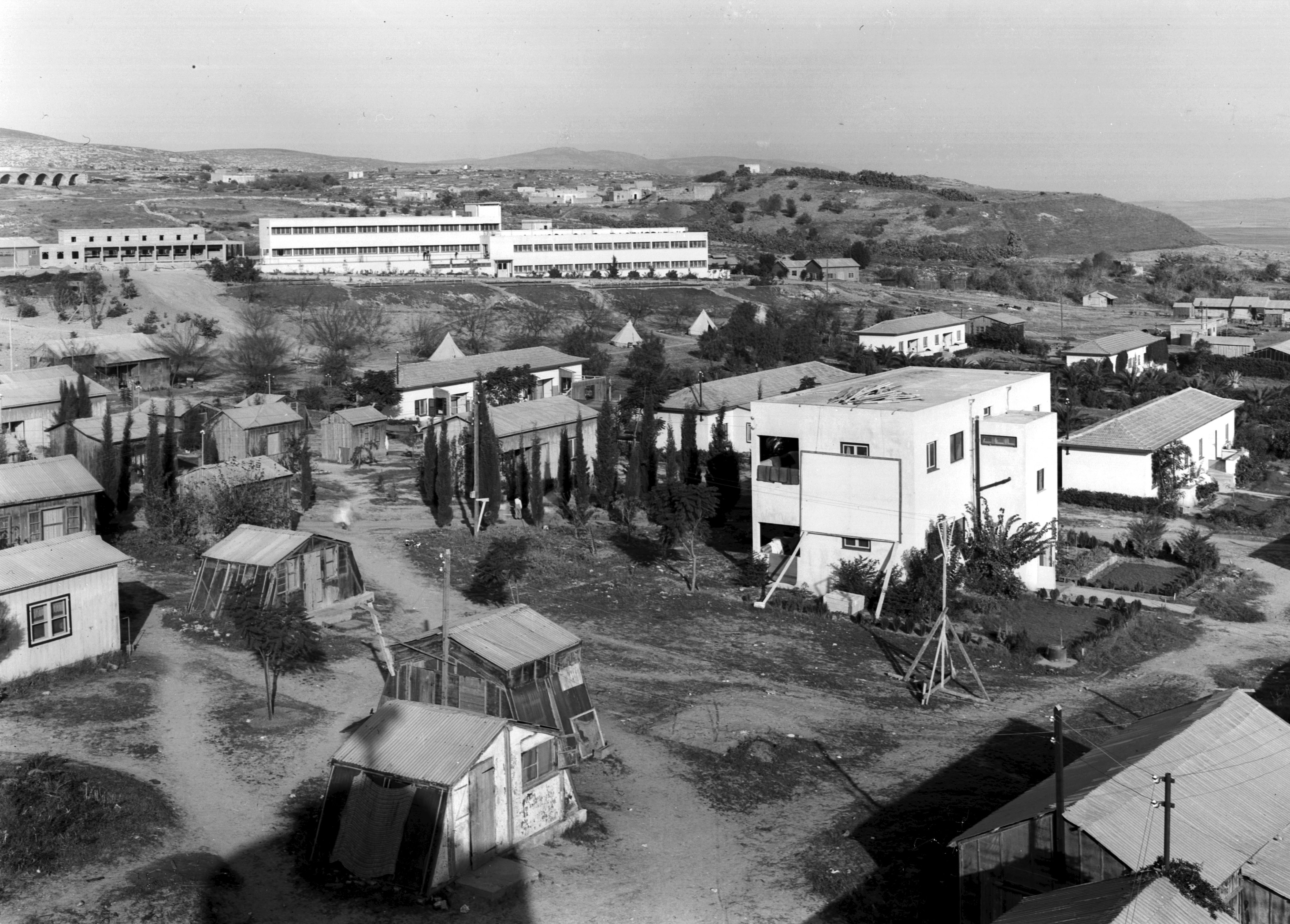
米什马尔哈埃梅克景象，背景示其大型学校建筑，摄于1938年12月

之后数年，除建造学校之外，社员还修筑水塔、搭建牛舍、开垦葡萄园、种植多样果树、挖掘水井。犹太民族基金希望确保购得的土地归犹太人所有。由于米什马尔哈埃梅克的土地三分其一由岩石山地组成，并不适宜农耕，遂推出造林的方针，基布兹遵循这一方针，在1930年代于基布兹东侧种下树木约五千株。所植树林也是为保障当地木业所作的规划，数十年来为基布兹提供财源。贝尔塔·古根海默（Berta Guggenheimer）为在地区全境建立操场四处奔走，与其侄女、米什马尔哈埃梅克社员伊尔玛·林德海姆在基布兹中开辟了一处儿童操场。1930年代，基布兹中有协定允许邻村的阿拉伯儿童进入基布兹与本社儿童一同玩耍，这使得米什马尔哈埃梅克成为基布兹运动中一片独特之地。
1930年代米什马尔哈埃梅克从青年卫士分别吸收了两个团体。第一个团体来自美国，有17人，最初入社居住在1931年。两年后这一团体人数达到30人，1934年移居哈代拉城附近地带；另一个团体入社在1937、1938年间，后来1946年建立了哈措尔基布兹。1947年，米什马尔哈埃梅克有人口550人。犹太民族基金和伦敦沃顿府工作室在1947年制作了一部名为《伟大的应许》（英語：The Great Promise，羅馬化：Dim‘at HaNeḥamah HaGedolah，直译：「一滴大安慰的泪珠」）的影片，有数个场景在米什马尔哈埃梅克拍摄。到1957年止，米什马尔哈埃梅克所指导过的约十六个团体在各地建立了基布兹，其中包括周边的哈措莱阿、埃因哈绍费特、拉马特哈绍费特、米吉多等。
米什马尔哈埃梅克的居民是以色列劳工运动左翼人士的代表，对阿拉伯人更友好，也更倾向和平。劳工运动的某些领袖如莫尔德哈伊·本托夫、雅科夫·哈赞等人都出身此地。

### 阿拉伯人大起义与第二次世界大战
1936年至1939年阿拉伯人大起义期间，在阿蒂亚·艾哈迈德·阿瓦德指挥下，米什马尔哈埃梅克受到附近阿拉伯武装人员进攻。1938年3月阿瓦德去世后，优素福·阿布杜拉接替指挥。阿拉伯人的进攻体现在重复不断地在麦田和林地纵火，对这种行为，一名基布兹社员表示这是「比杀人还重的犯罪」，因为麦田烧毁，社员主要的粮食来源就断绝了。基布兹周边约三万株树木遭毁、财产损失无算。基布兹本身并未受到攻击，但几乎每夜都有流弹射向基布兹方向。基布兹不少男丁只得将时间花在保卫事务上，无暇田作。
英方高级专员亚瑟·格伦费尔·沃科普曾造访基布兹，指定十五名社员武装守卫；然而1936年8月进攻愈发频繁，情势恶化。英方政府将六十名士兵送往基布兹中，10月进攻平息。以色列诗人、后来从政的乌里·茨维·格林贝尔格批评米什马尔哈埃梅克的社员，认为他们在自家田地受到攻击后却并没有凭借自身力量解决问题。在其所作一首与上述事件有关的诗中，格林贝尔格将基布兹的名称从「米什马尔哈埃梅克」（山谷卫士）改成「赫夫凯尔哈埃梅克」（含义：「抛下山谷」）。
1938年2月2日，基布兹社员、埃因哈绍费特基布兹的指导员亚伯拉罕·戈德施莱格尔被附近卡夫赖因村居民伏击杀死，埃因哈绍费特有两名居民当时正陪同他，一并遇害。枪手中有一人被擒处决。当时地下武装哈加拿下属的精锐部队帕尔马赫使用附近的树林掩护其主要的训练营地，这一组织的兵士也在米什马尔哈埃梅克中工作，以免引起英军士兵怀疑。

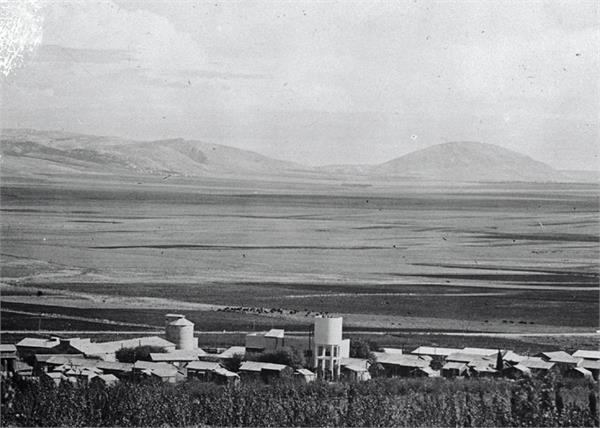
米什马尔哈埃梅克，摄于1942年

二战期间1942年秋，英军将米什马尔哈埃梅克用作训练营地。英国皇家工兵部队训练了一百六十名犹太志愿军，培训其破坏及无线电操作技能，这些志愿军日后成为帕尔马赫的成员。为防这片地带落入德国控制，秘窖中藏有数吨爆炸物。这一工程最后告终，有命令下达，一切装备及爆炸物都收集起来、交还英方。

### 米什马尔哈埃梅克战役
1947-1948年巴勒斯坦托管地内战期间，1948年4月4日，米什马尔哈埃梅克受到阿拉伯解放军全面进攻。阿拉伯解放军领导人法乌齐·加乌格吉计划夺取米什马尔哈埃梅克，从而控制海法、杰宁两地之间的通路。:114进攻伊始是叙利亚陆军供给的七门火炮，火力交织成弹幕。基布兹遭受炮击期间，房屋受到毁坏，平民、守卫乃至动物死难、基布兹著名的学校大楼也严重损毁。后来基布兹中建设了掩体。6日，在英方协助下，基布兹中的妇女儿童疏散出去前往耶斯列谷中的其他聚居点；由英方斡旋，各方也开始商议停火，:122这时犹太军事组织将基布兹加固，并环绕四周挖掘了壕沟。
尽管阿拉伯军并未进入基布兹，加乌格吉却报告称已经攻占了米什马尔哈埃梅克，阿拉伯报纸将不曾出现的「米什马尔哈埃梅克大捷」庆贺一番，还报称犹太军伤亡惨重。阿拉伯解放军向哈加拿放出条件，表示只要犹太军不向临近阿拉伯村庄报复回去，就解除对基布兹的包围，重整部队开向海法。犹太军没有接受这一提议，阿拉伯军遂于4月8日恢复进攻。8日至9日之间夜中，犹太军在伊扎克·萨德指挥下发动反攻，经过一番激战，攻占邻近的阿拉伯村庄古拜亚法乌卡。之后数日间迦密旅的部队同帕尔马赫小队将米什马尔哈埃梅克及埃因哈绍费特附近另外数个村庄攻占下来，尽数平毁。:122
战争第二阶段，1948年12月24日光明节节期中，伊拉克飞机轰炸了基布兹，儿童之家遭到命中，炸死三名九岁儿童及一名孕妇、另外伤及四人。历史学者约阿夫·盖勒贝尔推测，伊拉克军本欲攻击拉马特·大卫空军基地，但转而袭击了基布兹。:279

### 以色列建国后

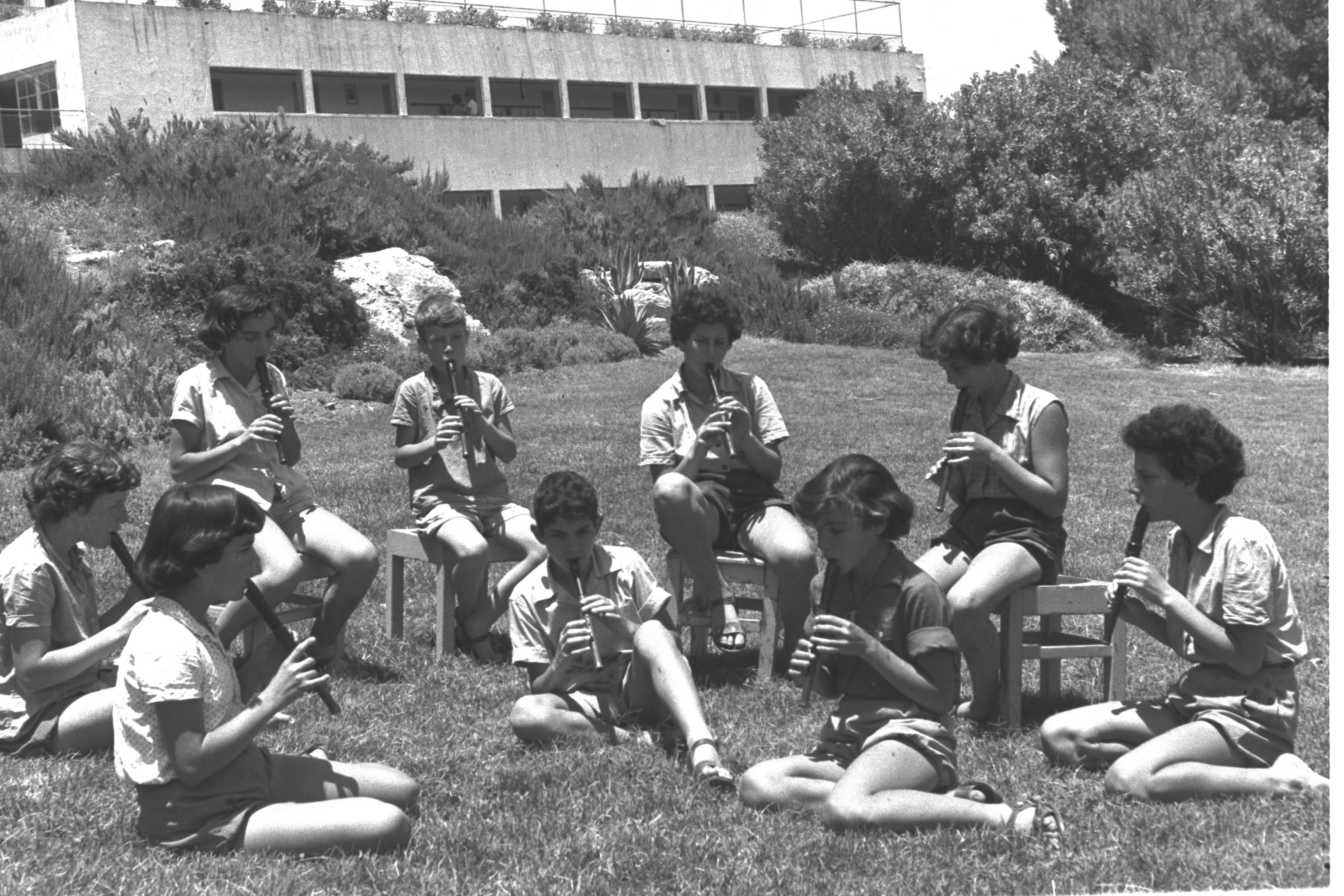
米什马尔哈埃梅克的音乐课，摄于1956年

在以色列，米什马尔哈埃梅克由于教育者、作家、领袖、政治人物、各部部长辈出而闻名。作为青年卫士一大活动中心，其声望也颇高。
1950年，米什马尔哈埃梅克开办塑胶工厂，起名塔玛，随着时代变迁成为基布兹经济的核心部分。工厂本是为向长者提供工作而设立，因为当时米什马尔哈埃梅克在整个全国基布兹总会体系中，其高龄住民人数最多。同年基布兹建成一座新的大食堂及厨房，这些工程的建设在战争中延宕至此。食堂的揭幕仪式庆典持续一天，其中上演了基布兹社员、剧作家舒拉米特·巴特多丽编排的戏剧，讲述扫罗王和所罗门王的圣经故事，同时借古喻今暗示基布兹的种种事情。这出戏剧，社员无论长幼都参与其中。

#### 与凯伦耶沙村的关系
1950年5月，一座为也门犹太人修建、名为凯伦耶沙的村落兼难民营在米什马尔哈埃梅克旁侧建立，建立者是以色列犹太事务局。村庄建在舒什废丘之顶，这里正是1926年米什马尔哈埃梅克最早一批社员落脚的地方。1953年，村庄废弃，居民移居米德拉赫奥兹莫沙夫。此期间政治上的对立影响了米什马尔哈埃梅克和凯伦耶沙两地关系。凯伦耶沙建村后两个月，《东方回声报》报道了当地的生活，也门移民住在帐篷中，虽然表示安适，却也认为当局给予的支持不够。同青年卫士有关联的《防卫报》则在1950年报道基布兹帮助新社区、向新移民提供了不少服务。报纸称，负责凯伦耶沙事务的莫沙夫运动要求基布兹终止援助、并向新移民宣称道，米什马尔哈埃梅克和莫沙夫运动的社会政治观点相互抵触，两者给予的援助中，他们只能选一个接受。
1951年7月，凯伦耶沙抗议当局忽视，封堵了附近道路。和马帕伊党有联系的《达瓦尔报》（含义：「话语/事物」）报道称，抗议由米什马尔哈埃梅克的一些社员组织，这些社员和马帕伊党的竞争政党马帕姆党有联系；报纸还称新移民决定支持马帕伊党后，社员就拒绝向其提供水和医疗。这一报道引发米什马尔哈埃梅克社员的出离愤怒，他们否认报纸的指控，并宣称两地关系良好、基布兹向村庄供给了当局未能提供的支持。之后《达瓦尔报》刊文致歉，表示报道出错。

#### 经济扩展和当代情况
1970年代，随着塔玛工厂的扩张，20%（后增长至25%）的股份售出给加勒埃德基布兹。1980年代，基布兹遭受1983年银行股票危机冲击。为使基布兹不至于破产，塔玛开始生产用于打包谷物的塑料网，到1980年代，危机解除。1990年代早期塔玛一些成功的商业举措引领米什马尔哈埃梅克成为经济繁荣、生活优越的地方。这一时期基布兹的教育也经历了改革，儿童社会不再维持，学童到基布兹以外上学。这样基布兹就可以扩张已有的房舍、建立新的社区。基布兹富裕起来后向社员增长工资、为家庭建立个人基金，由于一周工作日降至五天，还能将文娱活动普及化。

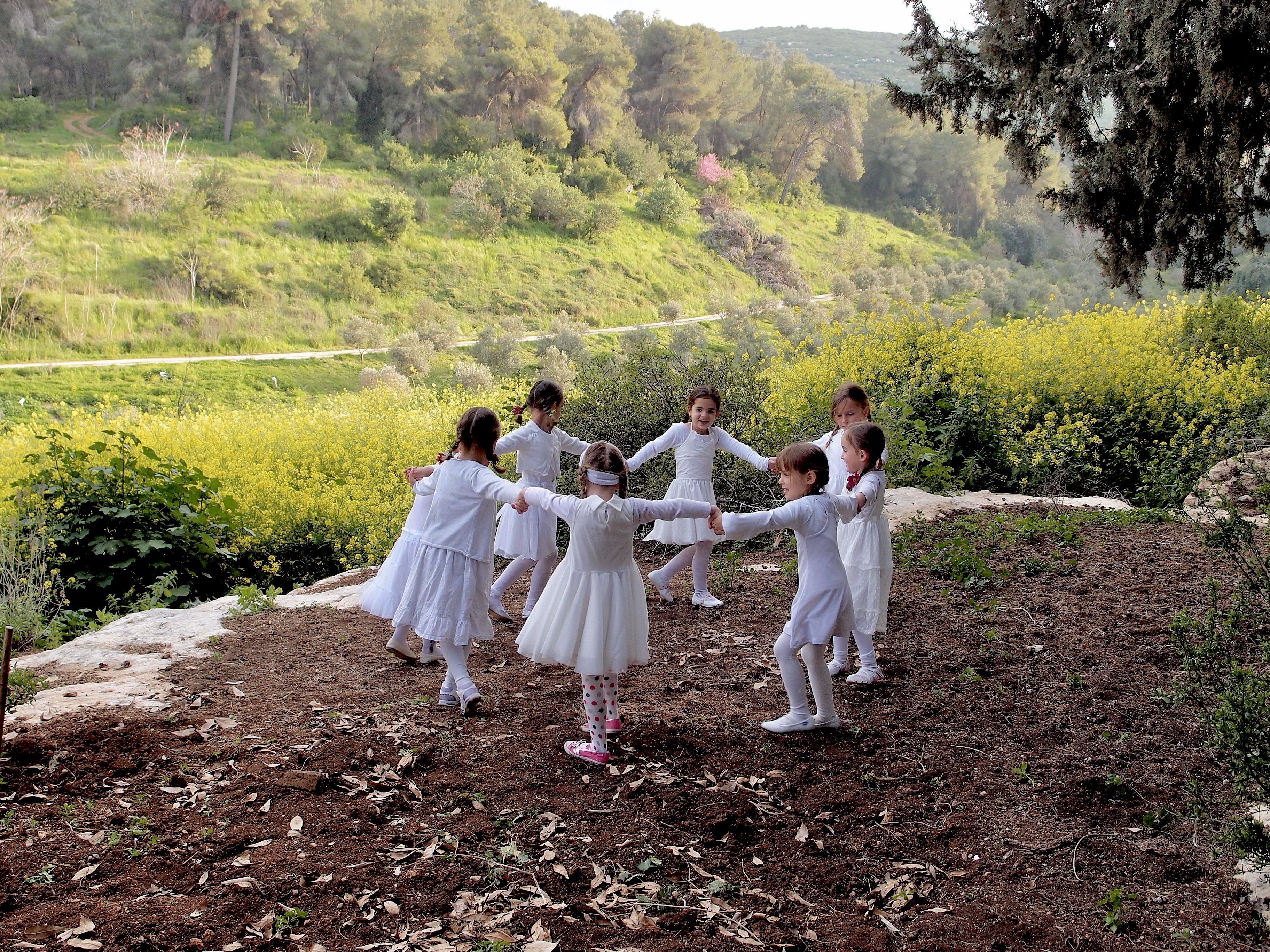
山顶舞蹈的基布兹儿童，摄于2012年

1990年4月1日，一万五千人（据《晚报》报道）从梅纳谢森林游行到米什马尔哈埃梅克反对哈瑞迪派拉比以利亚撒·沙赫，他要遏止哈瑞迪人党派和左翼党派间组成政治同盟，称左翼人士是「吃猪和野兔的」。以色列左翼阵营许多领袖参与了这次游行，其中包括前政坛人物雅科夫·哈赞（当时已九十一岁）和埃姆里·罗恩，两人都是米什马尔哈埃梅克出身；还有全国基布兹总会主席埃利沙·沙皮拉、两名议会议员拉法埃勒·埃坦及哈加伊·梅鲁姆。这些事情之发生，是在以色列政坛「肮脏诡计」事件的背景下。8月，此基布兹社员同另外一些全国基布兹总会所属基布兹的社员签署请愿，呼吁基布兹运动发起非暴力示威，以抵制第一次巴勒斯坦大起义期间以色列国防军在巴勒斯坦领土上对巴勒斯坦人的行径。
2010年，基布兹在一系列公共大会后决定在社员中指派一个小组讨论电力、食品、邮政、理发及美容事项的私有化。此外的服务仍由基布兹负责，包括保健、教育、福利等。有关的分歧主要集中在是否要将食堂私有化的问题上。讨论终了，多数私有化提议均被否决，只有几处对集体主义生活实际上没有影响的小变动得到批准。
基布兹的扩建分四期，其中三期已经竣工。2020年时，基布兹东侧有一处扩建的居民区在建，计划容纳总共一百五十四套住宅单元，每栋住宅楼容纳两户住房。南侧有一处扩建区有一百一十套住宅单元，2006年批准建造，这片扩建区位于过去古拜亚塔赫塔村落与考古遗址的位置上。扩建的第二期工程在2018年批准，在过去牛舍的位置，新增有四十四套住宅单元。

## 经济
米什马尔哈埃梅克是以色列最富裕的基布兹之一，建立在集体主义架构之上，一切资产均归公有，所有居民薪资一样。
历史上，米什马尔哈埃梅克曾依赖农业取得收入来源。如今社内经营的农业包括谷物、果园、奶牛、禽类等。塔玛工厂是整个基布兹运动中一大塑料工厂，如今已取代农业成为基布兹经济的中心。2015年，塔玛公司全年估计销售收益为十五亿新谢克尔，2019年更上涨至二十亿（加勒埃德基布兹在其中分享股权）。工厂劳工约250人，四分之一是基布兹社员。塔玛工厂生产打包谷物的塑料网，是这一产品最大的生产商之一，同约翰迪尔等公司有合作。公司工厂遍及三个国家，雇员总计1,600人。工厂中只要是基布兹社员，无论雇员还是管理人员挣得薪资都一致，而厂内不是社员的雇员则依其工作得报酬。
基布兹中还发展有各样服务，其中一些由社员私人运营，如「IDEA信息系统」，这一系统为包括以色列猶太大屠殺紀念館在内、以色列百分之七十的博物馆提供软件。2019年，基布兹同另两个基布兹埃夫龙、萨阿尔完成交易，购入后两者在一家名为贝尔马德的水业公司四分之一的股份，估值约4.50亿新谢克尔。贝尔马德公司制造水控产品，远销七十余国，年入五亿新谢克尔，雇佣工人约700人。

## 人口
| 年份   | 人口  |
| ------ | ----- |
| 1931年 | 122   |
| 1945年 | 390   |
| 1948年 | 549   |
| 1961年 | 704   |
| 1972年 | 923   |
| 1983年 | 822   |
| 1995年 | 878   |
| 2008年 | 956   |
| 2021年 | 1,267 |

根据2008年的普查，米什马尔哈埃梅克住民中22%年龄在十七周岁以下，64%在十八到六十四岁之间，余下14%在六十五岁以上。年龄中值三十岁。以色列国外出生的住民数量从1972年的32.8%下降到20.9%。国外出生人口中，41.5%是1960年前移民而来，21.3%在1961年至1989年间移居，24.7%在1990年至2001年间，余下12.5%则是2002年后迁来。平均每名妇女生育儿童数量从1972年的2.5人下降到1.7人。
十五岁以上居民中，41.4%在制造业领域工作，16.4%在教育领域，11.6%在农业，7.9%从事社区、社会、个人及其他服务，5.4%则投身地产、出租及商业活动。十五岁以上居民中有9.8%工作在社区之外。
宗教而言，米什马尔哈埃梅克属世俗派犹太教群体。

## 教育
儿童学前教育就在社内进行，社内儿童就读小学则前往哈祖莱阿，之后到埃因哈绍费特附近的米吉多中学就读。直到1990年代，七到十二年级的学生都在绍姆里亚的中学就读。后来绍姆里亚学校的建筑继续为基布兹提供业余教育，翻新之后，如今内有办公室和图书馆。

## 地标
帕尔马赫洞坐落于基布兹外围，靠近树林。当年巴勒斯坦托管地爆发社区间冲突时，此洞曾由犹太民兵帕尔马赫小队使用。帕尔马赫1941年成立时就选中了此地，作为秘密特别小队训练的场地。洞穴也用于帕尔马赫指挥官之间会面。在帕尔马赫使用前，洞穴是基布兹儿童的游乐场，更之前则曾用作贝督因人游牧民四处云游的遮蔽所。今日洞穴成为旅游景点、教育基地，由基布兹一名社员运转。
米什马尔哈埃梅克的墓园同样位于基布兹外围，在帕尔马赫洞旁侧。基布兹过去的社员埋葬此地，其中包括五名议会议员、许多文化社会领域的知名人士、还有几名高级军官。也有一些埋葬于此的人并非此地出身，但和这里有联系。
大流散角（英語：Pinat HaGola，羅馬化：Pinat HaGolah）是纪念犹太人大屠杀期间遇难儿童的地方。纪念碑是雕刻家兹埃夫·本-茨维在1945年到1947年间建造的。其由雕刻家同基布兹中的学生共同建造，成为以色列第一处纪念大屠杀的纪念地。在1948年米什马尔哈埃梅克战役中，纪念地受到炮击毁坏，但兹埃夫·本-茨维拒绝将其修复。

## 考古
米什马尔哈埃梅克旁侧最主要的考古遗址是舒什废丘，恰坐落于基布兹建筑北侧。这片遗址属台形遗址，占地四十杜纳亩，踞于梅纳谢山一座小丘之上。废丘相对其下的山谷高出五十米。遗址于1949年和1975年两度勘察，发现有环绕小丘的土坡遗迹，时代追溯至青铜时代中期；又有地下仓储，同十字军时代相联。在丘上及周边发现有大量带有「盖瓦」一词的硬币，并发掘有自青铜时代中期到现代每一历史时期的陶器碎片。以色列地理学家及考古学家将此地认定为哈斯蒙尼王朝时代、《犹太战史》曾经提及的盖瓦帕拉希姆（含义：「骑士山」）；罗马帝国时期的加巴腓立比（Gaba Philippi）；又或在公元前十五世纪埃及法老图特摩斯三世所攻陷城市名录中出现过的盖瓦。
舒什废丘中的文物在基布兹社员主持的永久性免费展览中展出，受到以色列文物局协助。从建筑窗户中可以望见舒什废丘。展览由社员雅科夫·帕丹开设，而藏品文物则是基布兹社员经年搜集得来。
在已废弃的、名为古拜亚塔赫塔的巴勒斯坦村庄处也有一座考古遗址，占地约四十杜纳亩，其同样具有台形遗址，但从表面不可见。从中发掘出七个地层，分属自新石器时代早期到奥斯曼帝国晚期的诸多时代。2007年2月此地试掘，同年8月至9月开掘，2010年7月至9月又发掘两次。在发掘之后，遗址顶部建起新扩建的居民区。
遗址中最早有前陶器新石器时代B期时期遗物。发掘有大量燧石工具，如石镰、石镞等。遗址发现有一围场以石铺就，另有至少八处墓葬：其中七处埋葬成年男性，一处成年女性。某些墓中还伴有随葬品，如箭镞、野牛腿、穿孔贝壳（或为坠饰）等。动物骨骼样本显示这些动物无一家养，近乎半数骨骼都属于野牛。另发掘有大规模建筑遗址一座、陶器众多，这些内容属于雅莫科文化和卢德文化，年代在陶器新石器时代。雅莫科文化的遗存包括燧石镰、锯及箭镞，并有含人骨遗址一处，大概为墓冢，而部分人骨置于一坛中。还发现有三处矩形列石，作用未明。尚有属拉巴溪文化的陶器发现，从而将其遗址的年代追溯至铜石并用时代早期。
另外，还发掘有青铜时代墓冢一座、圆形椭圆形建筑数处，伴有大量陶器，其中一些建筑类似阿塔市附近发现者。青铜时代早期肇始时的陶器、青铜时代中期穷人居所的地面也有发现。还有罗马时期的遗存，发现有罗马时期建筑一座。还有一些时代推定在拜占庭时代早期（公元三、四世纪）的陶器，大概用于肥田，不代表当时此地有任何重要的永久性定居点。在最高一层地层中，发掘出一片墓园，周围环绕房间，据信当为一座大型建筑的一部分。其很可能建于十九世纪，中间发现有来自法国港城马赛的屋瓦。按基布兹居民的说法，这一建筑在基布兹建立时未见其矗立。

## 知名人物

### 议会议员
- 莫尔德哈伊·本托夫（英语：Mordechai Bentov），舒拉米特·巴特多丽之兄，政府部长，曾参与签署以色列独立宣言。马帕姆党党员；
- 雅科夫·哈赞（英语：Ya'akov Hazan），议会议员（马帕姆党、联盟（英语：Alignment (Israel)））；
- 阿姆农·利恩（英语：Amnon Linn），议会议员（马帕伊党、联盟、利库德）；1924年出生时即为基布兹社员，1950年移居海法；[71]
- 埃姆里·罗恩（英语：Emri Ron），议会议员（联盟）；1936年生于基布兹，居于其中直至2013年去世；[72]
- 埃玛·塔勒米（英语：Emma Talmi），议会议员（马帕姆党）；出身埃因哈胡雷什（英语：Ein HaHoresh）基布兹，1927年加入达列特基布兹，次者其后与米什马尔哈埃梅克联合；2004年去世，葬于基布兹中；[73]
- 摩西·沙米尔（英语：Moshe Shamir），作家、剧本家、议会议员（马帕姆党）；1944年至1946年为基布兹社员。[74]

### 其他
- 埃利·阿米尔（英语：Eli Amir），作家；1950年自伊拉克移居基布兹，居住其中到1953年迁至耶路撒冷；其小说《赎罪的鸡》[註 16]受到在基布兹这段时光启发；论者认为这部小说位列构成现代希伯来语文学基石的二十部小说之中；[75]
- 舒拉米特·巴特多丽（英语：Shulamit Bat-Dori），以色列基布兹剧院的制片人、导演；1923年基布兹开拓者留驻纳哈拉尔时加入；1925年青年卫士运动将其送至波兰，1935年回基布兹，在此建立全国基布兹总会的剧院；1985年去世，葬于基布兹中；[76]
- 奥尔·戈伦（英语：Or Goren），1956年生，篮球运动员；[77]
- 阿因·希莱勒（英语：Ayin Hillel），诗人、作家；1926年生于基布兹；米什马尔哈埃梅克之战中曾任侦察兵，之后入帕尔马赫服役，同内盖夫旅（英语：Negev Brigade）一同在南部作战；1954年离开基布兹往住耶路撒冷；1990年去世，[78]葬于基布兹；[65]
- 耶赫兹凯勒·布拉温（英语：Yehezkel Braun），作曲家；1941年移居基布兹，1948年曾参与保卫基布兹；1952年离开修习音乐，成为教授；[79]
- 阿丁·塔勒巴尔（英语：Adin Talbar），运动员、体育官员；
- 策利格·哈里斯（英语：Zellig Harris），语言学家，诺姆·乔姆斯基的导师；
- 布鲁丽娅·考夫曼（英语：Bruria Kaufman），物理学家，策利格·哈里斯之妻；
- 斯文·塞夫耶（英语：Svein Sevje），挪威驻以色列国大使；1960年代末第三次中东战争后在基布兹中作志工、并在社中学习希伯来语；[80]
- 什内奥尔·利夫松（英语：Shneior Lifson），化学物理学家；
- 伊尔玛·林德海姆（英语：Irma Lindheim），锡安主义募捐者、教育家，哈大沙组织[註 17]第三任主席；1933年自美国移居基布兹中，为基布兹社员，至1978年去世；葬于基布兹墓园。[81]

### 文内引注
1. ↑  中译另有「米什马尔·哈埃梅克」「米什马尔海梅克」等。
2. ↑  本文所有希伯来语、阿拉伯语，其罗马化均遵循美国图书馆协会-美国国会图书馆的ALA-LC标准，并用斜体表记。
3. ↑  「舒拉米特」是「所罗门」的女性形式，在《雅歌》中译作“书拉密女”。
4. ↑  原文或，具体而言指犹太婚礼的第一个步骤，不完全等同于现代意义的「订婚」。
5. ↑  大意为「卫士学校」。
6. ↑  英語：，是青年卫士建立的基布兹联盟。
7. ↑  当时以色列工党尚未成立。
8. ↑  这一名称是「米什马尔哈埃梅克工业」的首字母缩写。
9. ↑  其姓氏意为「一代人的女儿」。
10. ↑  又称「阿布舒沙废丘」。
11. ↑  莫沙夫也是以色列一种村落形态，在集体主义方面同基布兹类似，但与具有社会主义色彩的基布兹不同，其社会观点更保守。
12. ↑  「马帕伊」是「以色列地工人党」
的首字母缩写。
13. ↑  「马帕姆」是「统一工人党」
的首字母缩写。
14. ↑  按犹太教律法，猪和野兔都不可食。
15. ↑  ，意指1990年工党党员西蒙·佩雷斯为上台执政寻求同哈瑞迪人政党联盟一事。
16. ↑  在犹太教某些派别的传统中，赎罪日当夜用一只鸡在人头顶上挥过，然后按哈拉卡律法宰杀送给饥饿的人。
17. ↑  全称「美国妇女锡安主义组织『哈大沙』」（英語：Hadassah, The Women’s Zionist Organization of America），哈大沙即《以斯帖记》中以斯帖的希伯来语名称。

### 引用书目
- Gelber, Yoav.  . Kinneret–Zmora-Bitan–Dvir Publishing. 2004. ISBN 965-517-190-6.